# Crass
Сrass — британская рок-группа, образовавшаяся в 1977 году в графстве Эссекс, Англия, и считающаяся (согласно Allmusic) «самой радикальной и бескомпромиссной» из групп первой волны британского панк-рока. В отличие от Sex Pistols, которые лишь призывали к анархии, Crass были «действующими» анархистами, проживали в коммуне «Dial House» неподалёку от Эппинга в Эссексе, а исполняли атональный панк-/прото-хардкор, обличая политику правительства, милитаризм, социальное устройство общества и конформистов в панк-роке. Участники группы с самого начала объявили о том, что распадутся в 1984 году, и сдержали своё обещание.
Первые четыре альбома группы поднимались на вершину британского независимого хит-парада (UK Indie Chart). В инди-чарт, также, попали синглы «Bloody Revolutions» / «Persons Unknown» (совместный релиз с Poison Girls, 1980), «Nagasaki Nightmare» (1981), «Sheep Farming in the Falklands» (1982) и «How Does It Feel to be the Mother of 1000 Dead?» (1983).
Группа критиковала панк-субкультуру и молодёжную культуру в целом. Тем не менее анархистские идеи, которые они продвигали, оказали влияние на панк. Из-за их свободных экспериментов и использования коллажей из ленты, графики, выпусков устных слов, поэзии и импровизации они ассоциировались с авангардом и арт-панком.

## История

### Создание группы и первые выступления (1977)
Группа базировалась вокруг Dial House, Эппинга, Эссекс, и сформировалась, когда основатель Dial House Пенни Римбо начал играть со Стивом Игнорантом (который в то время жил в этой коммуне). Игнорант был вдохновлен сформировать группу после того, как увидел выступление The Clash в Colston Hall в Бристоле, в то время как Римбо был участником групп авангардного перформанса, таких как EXIT и Ceres Confusion, и работал над своей книгой «Reality Asylum». Они записали песни «So What?» и «Do They Owe Us a Living?» как вокальный дуэт, изначально назвавшись «штурмовиками». Затем коллектив стал называться Crass, отсылая к строке в песне Дэвида Боуи «Ziggy Stardust» (англ. The kids was just crass).
К нему присоединились другие друзья (в том числе Ги Ваучер, Пит Райт, Н. А. Палмер и Стив Херман), и Crass впервые выступил на уличном фестивале на Хантли-стрит в Северном Лондоне. Они планировали сыграть пять песен, но техник «выдернул провод» после трёх. Вскоре после этого гитарист Стив Херман покинул группу, и его заменил Фил Кланси, он же «Фил Фри». К этому времени к коллективу присоединились Ги Ваучер и Ив Либертайн. Другие ранние выступления Crass включали четырёхдневный тур по Нью-Йорку, выступление на фестивале в Ковент-Гардене и регулярные выступления с U.K. Subs в The White Lion, Putney и Action Space в центральном Лондоне. На последних выступлениях группа часто выступала плохо: «Аудитория состояла в основном из нас, когда играли Subs, и Subs, когда играли мы».
Crass отыграли два концерта в Roxy Club в Ковент-Гарден, Лондон. По словам Римбо, на второе шоу группа прибыла пьяной и была изгнана со сцены; это вдохновило их написать песню «Banned from the Roxy» и эссе Римбо для самоизданного журнала Crass Crass at the Roxy. После инцидента группа отнеслась к себе более серьёзно, избегая употребления алкоголя и каннабиса перед выступлениями и надевая чёрную одежду в стиле «милитари» на сцене и за её пределами.
Участники группы разработали свой сценический образ. Логотип был разработан другом Римбо Дейвом Кингом. Это дало группе милитаристский имидж, что привело к обвинениям в фашизме. Участники группы возразили, что их сценический образ выступает против культа личности, поэтому (в отличие от многих рок-групп) ни один из участников не был назван лидером.
Задуманный в качестве обложки для самоиздаваемой версии брошюры «Убежище реальности Христа» Римбо, логотип Crass представлял собой смесь нескольких политических идей, включая христианский крест, свастику, флаг Великобритании и двуглавого уробороса (символизирующего идею, что власть в конечном итоге разрушит себя). Использование таких преднамеренно смешанных идей было частью стратегии группы по представлению себя в качестве «шквала противоречий», побуждающего аудиторию (по словам Римбо) «блин, определиться». Это включало в себя использование громкой, агрессивной музыки для пропаганды пацифизма, отсылки на дадаистские и ситуационные идеи.
Группа избегала освещения сцены во время выступлений, предпочитая играть под бытовыми лампочками на 40 ватт; технические трудности съёмок в таких условиях освещения частично объясняют, почему записано так мало выступлений Crass. Они первые выступили с мультимедийной презентацией, используя видеотехнологии (фильмы с обратным проецированием и видео-коллажи Мика Даффилда и Ги Ваучера) для улучшения своих выступлений, а также распространили среди своей аудитории листовки и раздаточные материалы, разъясняющие анархистские идеи.

### Первый релиз и создание собственного лейбла (1978—1979)
29 октября 1978 года вышел первый релиз группы, мини-альбом The Feeding of the 5000, записанный ещё в феврале на Southern Studios (Лондон). Работники завода, который печатал альбом, отказались работать из-за якобы кощунственного содержания песни «Asylum», и альбом был выпущена без неё. Вместо этого было добавлены две минуты тишины, озаглавленные «The Sound of Free Speech», «звук свободы слова». Этот инцидент побудил Crass создать собственный независимый лейбл Crass Records, чтобы не идти на компромисс с лейблом и сохранить полный контроль над своим материалом.
Перезаписанная расширенная версия «Asylum», переименованная в «Reality Asylum», вскоре после этого была выпущена на Crass Records в виде сингла. «Reality Asylum» продавался по 45 пенсов (когда большинство синглов стоило около 90 пенсов) из-за политики группы выпускать записи как можно дешевле, в результате чего группа теряла деньги на каждой проданной копии. Год спустя Crass Records выпустили новые издания мини-альбома The Feeding of the 5000 (с подзаголовком The Second Sitting), с восстановленной первоначальной версии песни «Asylum».

### Первый альбомStations of the Crassи сингл «Bloody Revolutions» (1980)
В 1979 году группа выпустила свой дебютный студийный альбом Stations of the Crass, финансируемый за счет займа от Poison Girls, группы, с которой они регулярно выступали. Это был двойной альбом с тремя сторонами нового материала и четвёртой стороной, записанной в Pied Bull в Ислингтоне.
Следующий сингл Crass, «Bloody Revolutions», был выпущен в 1980 году. Текст песни был критикой (с анархистско-пацифистской точки зрения) традиционного марксистского взгляда на революционную борьбу и был (частично) ответом на насилие во время концерта в Conway Hall на площади Рэд Лайон в Лондоне, на которой обе группы выступали в сентябре 1979 года. Шоу было задумано как выгода для так называемых «неизвестных лиц», группы анархистов, обвиняемых в заговоре. Во время выступления сторонники Социалистической рабочей партии и другие антифашисты напали на неонацистов Британского движения. Crass впоследствии утверждали, что основаня вина лежала на левых, а такие организации, как «Рок против расизма», заставляли аудиторию разделиться на левых и правых. Другие (в том числе анархистская организация «Классовая война») критиковали позицию группы. Многие из фанатов панка чувствовали, что они не смогли понять насилие, к которому их подталкивали правые.
Сингл «Rival Tribal Rebel Revel» был издан на гибкой пластинке, раздающийся вместе с фан-журналом Toxic Grafity, и также был критикой событий в Conway Hall, направленных на бездумное насилие и трайбалистические аспекты современной молодёжной культуры. Затем последовал сингл «Nagasaki Nightmare / Big a Little A». Сильная антиядерная лирика первой песни была подкреплена рисунком на конверте из-под диска. На нём была опубликована статья Майка Холдернесса из журнала Peace News о ядерной энергетике и производстве ядерного оружия, а также большая карта ядерных установок в Великобритании в виде плаката. Другая сторона пластинки, «Big a Little A», была заявлением анти-этатистской и индивидуалистической анархистской философии группы: «Будь именно тем, кем хочешь быть, делай то, что хочешь делать / Я — он, а она — она, но ты — единственный ты».

### Penis Envy(1981)
В 1981 году Crass выпустил свой второй студийный альбом Penis Envy. Этот альбом ознаменовал отход от хардкор-панковского образа The Feeding of the 5000 и Stations of the Crass. В нём были представлены более сложные музыкальные аранжировки и женский вокал Ив Либертайн и Джой де Вивра. В альбоме затрагивались феминистские проблемы, касающиеся брака и сексуальных репрессий.
Последний трек на Penis Envy, пародия на песню о любви под названием «Our Wedding», был выпущен в виде белой гибкой пластинки для читателей подросткового журнала об отношениях Loving. Crass обманом заставил журнал предложить диск, выдавая себя за Creative Recording and Sound Services. Loving приняли предложение, сказав своим читателям, что бесплатная гибкая пластинка сделает «ваш свадебный день совершенно особенным».
Альбом был запрещен ритейлером HMV, а в 1984 году его копии были изъяты из магазина сотрудниками полиции Манчестера под руководством Джеймса Андертона. Владельцам магазина было предъявлено обвинение в показе «непристойных статей для публикации в обмен на прибыль». Последовало судебное разбирательство, судья вынес решение против группы, хотя решение было отменено апелляционным судом (за исключением текста одной песни «Bata Motel», который был назван «сексуально провокационным и непристойным»).

### Christ — The Albumи перемены (1982—1984)
Третий студийный и двойной альбом группы, Christ — The Album, вышел в 1982 году, после почти года записи, продюсирования и микширования (во время которого началась и закончилась Фолклендская война). Это заставило группу поставить под сомнение их подход к созданию музыки. Как группа, основной целью которой был политическая критика, они чувствовали, что их настигли и сделали ненужными мировые события:
Скорость, с которой разыгралась война за Фолклендские острова, и опустошение, которое создавала Тэтчер как дома, так и за рубежом, заставили нас отреагировать гораздо быстрее, чем нам когда-либо требовалось раньше. Christ — The Album занял так много времени, что некоторые песни, которые предупреждали о неминуемых беспорядках и войне, стали почти излишними. Мы были смущены нашей медлительностью, унижены нашей неадекватностью.
Последующие релизы (включая синглы «How Does It Feel? (to Be the Mother of a Thousand Dead)» и «Sheep Farming in the Falklands» и альбом Yes Sir, I Will) стали возвращением звучания группы  к основам и «тактическим ответом» на политические ситуации. Crass анонимно выпустили 20 000 копий гибких пластинок с живой записью «Sheep Farming…», которые были произвольно вставлены в рукава других записей сочувствующими работниками на складе распространения Rough Trade Records, чтобы поделиться своими взглядами с теми, кто иначе не услышит их.
В 1983 и 1984 годах Crass участвовала в акциях «Останови город», координируемых лондонским Гринписом, которые предвещали антиглобалистские митинги начала XXI века. Поддержка этих мероприятий была выражена в текстах и на обложках последнего сингла группы, «You Already Dead», выражая сомнения в их приверженности ненасилию. Это  отражало и разногласия внутри группы; как объяснил Римбо, «Одна половина группы поддержала пацифизм, а другая — прямые и, если необходимо, насильственные действия. Это было непонятное время для нас, и я думаю, что многие наши записи показывают, что это непреднамеренно». Это привело к конфликтам внутри группы, некоторые участники стали озлобленными и потеряли из виду свою по существу положительную позицию. Эта полемика отразилась в следующем релизе под названием Acts of Love: стихотворения Пенни Римбо, положенные на классическую музыку и описанные как «песни для другого себя» и предназначенные для празднования «глубокого чувства единства, мира и любви».

### «Тэтчергейт»
Другая мистификация Crass была известна как «Тэтчергейт» (по аналогии с «Уотергейтом»), запись якобы случайно записанного телефонного разговора. Разговор был сфальсифицирован группой из отредактированных голосовых записей премьера-министра Великобритании Маргарет Тэтчер и президента США Рональда Рейгана. На «довольно неуклюжей» поддельной ленте они, якобы, обсуждают гибель корабля «Шеффилд» во время Фолклендской войны и соглашаются, что Европа станет мишенью для ядерного оружия в возможной ядерной войне между США и СССР.
Записи были переданы в прессу через нидерландские СМИ во время избирательной кампании 1983 года. Государственный департамент США и британское правительство полагали, что этот разговор был пропагандой, созданной КГБ (как пишут в San Francisco Chronicle и The Sunday Times). Хотя запись была выслана анонимно, газета The Observer связала её с группой. Ранее засекреченные правительственные документы, опубликованные в январе 2014 года в соответствии с британским «правилом тридцатилетия», показывают, что премьер-министр лично знал об этой фальсификации и обсуждал её со своим правительством.

### Распад (1984)
Скандал вокруг группы и попытка преследования депутатом консервативной партии Тимоти Эггаром в соответствии с британским законом «о непристойных публикациях» из-за сингла «How Does It Feel…», заставили Crass усомниться в продолжении своей деятельности:
Мы оказались на странной и пугающей арене. Мы хотели доносить свои взгляды, хотели поделиться ими с единомышленниками, но теперь эти взгляды анализируют те тёмные тени, которые сидят во власти. Мы обрели форму политической власти, нашли голос, к нам относились с некоторым благоговением, но действительно ли это то, что мы хотели? Этого ли мы пытались достичь все эти годы?
Группа также понесла большие судебные издержки по обвинений к альбому Penis Envy; это, в сочетании с творческим истощением и нагрузкой из-за совместной работы, сказалось на участниках. 7 июля 1984 года группа выступила на благотворительном концерте в Абердэре, Уэльс для бастующих шахтёров, и на обратном пути гитарист Н. А. Палмер объявил, что намерен покинуть группу. Это подтвердило предыдущее намерение Палмера уйти из группы в 1984 году, и группа распалась.

## Стиль и влияние
Для Римбо первоначальным вдохновением для основания Crass была смерть его друга Фила «Уолли Хоуп» Рассела, о чём подробно говорится в его книге «Последний из хиппи: Истерический роман». Рассел был помещен в психиатрическую больницу после того, как помог организовать первый в Стоунхендже фестиваль в 1974 году, и вскоре после этого умер. Римбо считал, что Рассел был убит государством по политическим мотивам. Сооснователь группы Игнорант называл The Clash и Дэвида Боуи исполнителями, наиболее повлиявшими на него. Участники группы также упоминали о влиянии экзистенциализма, дзэн, ситуационизма, поэзии Бодлера, «драматургии кухонной мойки» и фильмов, таких как, например, «Кес» и фильмов Энтони Макколла.
Crass заявляли, что на их музыкальный стиль сильно повлияла классическая музыка (особенно Бенджамина Бриттена, на чьей работе, как утверждает Римбо, основаны некоторые риффы), фри-джаза, европейской атональности и композиторов-авангардистов, таких как Джон Кейдж и Карлхайнц Штокхаузен. Crass оказали влияние на анархистское движение в Великобритании, США и за её пределами. Рост анархо-панка стимулировал интерес к анархистским идеям. Группа также претендует на возрождение движения за мир и британской кампании за ядерное разоружение в конце 1970-х и начале 1980-х годов. Их цветные и коллажные чёрно-белые конверты пластинок (от Gee Vaucher), возможно, повлияли на более поздних исполнителей, таких как Banksy (с которым сотрудничал Ваучер) и движение субрекламы.

## Состав
За время существования группы её состав ни разу не менялся.
- Стив Игнорант — вокал
- Ив Либертайн — вокал
- Джой де Вивр — вокал
- Н. А. Палмер — гитара
- Фил Фри — гитара
- Пит Райт — бас-гитара
- Пенни Римбо — ударные, вокал
- Ги Ваучер — пианино

## Дискография

### Студийные альбомы
- Stations of the Crass (1979)
- Penis Envy (1981)
- Christ — The Album (двойной альбом, 1982)
- Yes Sir, I Will (1983)
- Acts of Love (1984, альбом и книга: стихотворения Пенни Римбо, положенные на классическую музыку)
- Best Before 1984 (1986)

### Мини-альбомы
- The Feeding of the 5000 (1978)
- Ten Notes on a Summer’s Day (1986)